# 나쁜 믿음
나쁜 믿음 (Bad faith, 프랑스: mauvaise foi)이란 시몬 드 보부아르와 장폴 사르트르와 같은 실존주의 철학자들에 의해서 사용된 철학적 개념이다. 나쁜 믿음은 인간이 사회적 강요에 의한 억압하에서 거짓된 가치관을 받아들이고 자기의 내적 자유를 포기하여 진정성의 행동을 하지 않는 것이다. 이것과 밀접하게 관련된 개념이 자기기만과 르상티망(ressentiment)이다. 이 개념은 또한 막스 슈티르너의 유령의 개념과 관련되는데 이는 추상적인 개념으로 자기의 참된 가치를 가지지는 못하지만 자기 자신의 가치를 가지고 싶은 사람들에 의해서 추구되는 개념이다.

## 같이 보기
- 알베르 카뮈
- 아노미
- 실존주의와 인본주의

## 추가 자료
- Being and Nothingness, Jean-Paul Sartre
- False Consciousness cf. also Sartre's Marxism Mark Poster, Pluto Press, London 1979, and Critique of Dialectical Reason
- Nausea, Jean-Paul Sartre
- The Ethics of Ambiguity, Simone de Beauvoir